# راینبرگ (مکلنبورگ-فورپومرن)
راینبرگ (به آلمانی: Reinberg) یک منطقهٔ مسکونی در آلمان است که در زوندهاگن واقع شده‌است. راینبرگ ۱٬۱۵۳ نفر جمعیت دارد.